# Enneanectes pectoralis
Enneanectes pectoralis és una espècie de peix de la família dels tripterígids i de l'ordre dels perciformes.

## Morfologia
- Els mascles poden assolir 4 cm de longitud total.[1][2]

## Hàbitat
És un peix marí, de clima subtropical i associat als esculls de corall que viu entre 0-11 m de fondària.

## Distribució geogràfica
Es troba a l'Atlàntic occidental central: des del sud-est de Florida (Estats Units), les Bahames i Yucatán (Mèxic) fins a Veneçuela.

## Observacions
És inofensiu per als humans.